# The Police
The Police was een Engelse rockband gevormd in Londen in 1976, maar werd actief vanaf 1977. Voor het overgrote deel van hun geschiedenis bestond de band uit Sting (leadzang en basgitaar), Andy Summers (gitaar) en Stewart Copeland (drums). The Police werd wereldwijd populair in de late jaren zeventig en wordt algemeen beschouwd als een van de eerste new-wavegroepen die bij het gewone publiek succes hadden.
De groep brak eind jaren '70 wereldwijd door met klassiekers als: Fall Out, So Lonely, Roxanne, Can't Stand Losing You, Message in a Bottle, Walking on the Moon, Bring on the Night en The Bed's Too Big Without You. Don't Stand So Close to Me, De Do Do Do, De Da Da Da, Every Little Thing She Does Is Magic, Spirits in the Material World, Invisible Sun, Secret Journey, Every Breath You Take, Wrapped Around Your Finger, King of Pain, Synchronicity II en Don't Stand So Close to Me '86 volgden.
De groep werd na de Synchronicity Tour – die op 4 maart 1984 in Melbourne, Australië, eindigde – ontbonden, maar herenigd in januari 2007 voor een eenmalige wereldtournee die duurde tot augustus 2008. The Police verkocht wereldwijd meer dan 75 miljoen albums.

## Geschiedenis
De 24-jarige Curved Air-drummer Stewart Copeland startte op 25 september 1976 met het formeren van een nieuwe band en had daarvoor al een naam: The Police. Copeland wilde met The Police meedoen aan een nieuwe stroming in de popmuziek: punkrock. Hij had de 24-jarige Sting op die dag in 1976 in St. Mary's College in Newcastle upon Tyne voor het eerst aan het werk gezien met de jazz-rock band Last Exit en dacht aan hem om in zijn nieuwe groep te spelen. De derde persoon werd de op 8 december 1976 naar Londen verhuisde Henry Padovani, een 24-jarige Corsicaan. De eerste repetities van The Police waren in Copelands flat in Mayfair op 12 januari 1977. The Police nam op 12 februari 1977 in de Pathway Studios in Londen voor £150 de eerste single op: Fall Out, met op de B-kant Nothing Achieving. De debuutsingle van The Police werd op 1 mei 1977 bij Illegal Records uitgebracht. Copeland schreef in het begin alle nummers, waaronder deze twee; later zouden de teksten van de band vooral van Sting komen.
The Police speelde van 19 tot en met 27 maart 1977 voor het eerst op zeven plaatsen in Nederland (onder andere Huize Maas, AOR, Effenaar, Van Schaeck Mathonsingel 10, Paradiso) tijdens een clubtournee met andere punkbands waaronder Johnny Thunders, Wayne County en Cherry Vanilla. Het eerste Nederlandse optreden van The Police vond plaats in dorpscafé De Kienstobbe in Tweede Exloërmond op 19 maart 1977. Hun carrière kwam echter niet van de grond, mede doordat ze niet als echte punkers werden gezien.
Producer en tevens bassist Mike Howlett (ex-lid van de band Gong) nodigde Sting najaar 1976 uit om demo's in te zingen voor zijn nieuw op te zetten project. Het eerste resultaat was Every Little Thing She Does Is Magic. Howlett was in de zomer van 1976 onder de indruk geraakt van Sting toen hij een concert van Stings band Last Exit bezocht. Rond diezelfde tijd ontmoette Mike Howlett de 33-jarige Andy Summers opnieuw tijdens een Kerstfeest in 1976. Summers had al eerder met Howlett kennisgemaakt toen hij een concert van Howlett's band Gong bezocht. Mike Howlett nodigde eerst Sting en vervolgens Padovani uit om in zijn nieuwe groep Strontium 90 te komen spelen. Dit leek al snel het einde voor The Police te zijn. Howletts drummer haakte af, waarna Copeland zijn plaats innam. Bij een repetitie in het voorjaar van 1977 werden Copeland en Sting via deze weg voorgesteld aan Andy Summers, de leadgitarist bij Mike Howlett. Studio-opnamen en een liveoptreden van Strontium 90 in Parijs op 28 mei 1977 zijn vastgelegd op het album Police Academy dat in 1997 door Pangaea Records werd uitgebracht. Sting, Stewart Copeland, Andy Summers en Mike Howlett gaven in Londen in juli 1977 ook nog enkele liveoptredens als The Elevators. Zowel Copeland als Sting wilden Summers bij de groep, maar Summers wilde dat ze eerst Padovani ontsloegen. Na enkele optredens en studio-opnamen met hun vieren werd de knoop doorgehakt en Padovani kon vertrekken, nadat opnamesessies van The Police met producer John Cale waren beëindigd. Op 18 augustus 1977 werd Summers dé gitarist van The Police met een liveoptreden in de Rebecca's club in Birmingham. The Police - met Summers - trad 17 oktober 1977 opnieuw in Nederland op in de Melkweg, en de dag daarvoor in Het Mafcentrum in Maasbree. Tussen studio-opnamen en liveoptredens door werkte de band ook samen met de Duitse componist Eberhard Schoener. Schoener maakte met Sting, Summers en Copeland de albums The Book (1977), Trance-Formation (1977), Video Magic (1978) & Video Flashback (1978).
Sting schreef in 1977 de meeste nummers voor het debuutalbum Outlandos d'Amour (1978) van The Police. Op 15 januari 1978 begon de band vervolgens in de Surrey Sound Studios in Leatherhead aan de opnamen van dit album. Om meer bekendheid te krijgen nam The Police in februari 1978 een tv-reclame op voor Wrigley's kauwgom. Voor deze commercial moesten ze alle drie hun haren laten blonderen, wat later zou bijdragen aan het succes van de band. Nadat de single Roxanne in april 1978 voor het eerst was uitgebracht zonder een hitnotering, lukte dit in de UK in 1978 wél met Can't Stand Losing You. De BBC weigerde aanvankelijk de singles op de radio te draaien vanwege thema's als prostitutie en zelfmoord, maar dit veranderde toen The Police met Can't Stand Losing You en Next to You op 2 oktober 1978 het tv-debuut in de Old Grey Whistle Test maakte. De single behaalde de 42e plaats in de UK hitparade.
In oktober 1978 waagde The Police voor het eerst de oversteek van Europa naar de VS om daar in clubs op te treden, waaronder de CBGB's. De single So Lonely werd in november 1978 uitgebracht. Het werd in eerste instantie geen hit, maar toen A&M Records in 1979 Roxanne, So Lonely en Can't Stand Losing You opnieuw uitbracht, werden het allen hits.
Op 21 februari 1979 bracht The Police Message in a Bottle voor het eerst live ten gehore tijdens een optreden in Hatfield Polytechnic, UK. Een aantal dagen later vertrok The Police voor een tweede clubtournee opnieuw naar de VS. Tussendoor maakt de band een korte uitstap naar Europa met onder andere op 22 april 1979 een optreden in de Toppop-studio. Op 25 april 1979 trad The Police voor het eerst op bij Top of the Pops. Op 27 mei 1979 keerde de band vanuit de VS terug naar Europa. The Police stond op 4 juni 1979 voor ruim 50.000 toeschouwers op Pinkpop tijdens hun tournee langs diverse festivals. Ze speelden de aankomende single Message in a Bottle, Fall Out en het album Outlandos d'Amour bijna geheel, waarna er nog tijd over was. Sting zei toen tegen het publiek 'Goed, we beginnen weer helemaal opnieuw', waarna ze opnieuw begonnen. de Volkskrant kopte na afloop van het festival in Geleen: "The Police ontdekking op Pinkpop". De bandleden beschouwen dit optreden als bepalend voor de rest van hun carrière. Na Pinkpop gaf The Police op 22 juni 1979 een optreden in Paradiso. De Britse radiodiskjockey John Peel was zeer enthousiast over het Pinkpop-optreden en nodigde de band in juli 1979 opnieuw uit voor "The Peel Sessions". Op 7 september 1979 trad The Police in Sporthal de Vliegermolen in Voorburg op.
De single Message in a Bottle werd in september 1979 uitgebracht. Het werd in de UK de eerste nummer één hit voor The Police. Op 2 oktober 1979 verscheen het tweede album Reggatta de Blanc (1979). Dit album werd tussen augustus 1978 en augustus 1979 gefaseerd opgenomen in de Surrey Sound Studios in Leatherhead. Tijdens de wereldtournees die volgden kwam de band ook in landen en op plaatsen waar nog (bijna) nooit een rockband was geweest: Hong Kong, Thailand, India, Egypte, Griekenland en Mexico. Nederland volgde met twee optredens; 16 april 1980 in Ahoy en 17 april 1980 in de Jaap Edenhal.
The Police besloot na de Reggatta de Blanc Tour het derde album Zenyatta Mondatta (1980) in de zomer van 1980 op te nemen in de Wisseloordstudio's in Hilversum. The Police plande tussen de opnames door een verrassingsoptreden in Paradiso op 24 juli 1980. De band besloot uiteindelijk niet op te treden wegens technische problemen met de apparatuur. Bovendien was al uitgelekt dat The Police zou komen. Wel volgden op 26 juli 1980 optredens in Milton Keynes en op 27 juli 1980 in Dublin. Het eerste optreden na de studio-opnames was op het festivalterrein van Werchter op 9 augustus 1980. De Zenyattà Mondatta Tour eindigde voorjaar 1981.
Het vierde album Ghost in the Machine (1981) werd gefaseerd opgenomen in de AIR Studios op het eiland Montserrat en in Le Studio in Quebec, Canada, tussen januari en september 1981. Op 12 december 1981 gaf The Police voor fans in de UK een verrassingsoptreden in de Marquee Club in Londen. Op 9 januari 1982 stond The Police in de Groenoordhallen in Leiden. The Police was een wereldband geworden die op 19 en 20 februari 1982 in Vina del Mar in Chili, 31 juli 1982 in het Gateshead International Stadium, UK en op 3 september 1982 op het driedaags US Festival in San Bernardino optrad. In 1982 verscheen Around the World op video, een compilatie van de wereldtournee 1980-81 met beelden uit landen zoals: Japan, Hong Kong, Griekenland, Egypte, India, Australië, Frankrijk, US, Argentinië, Brazilië.
Na de soundtrack voor de film Brimstone and Treacle (1982) begon The Police op 2 december 1982 aan de opnamen van het vijfde album Synchronicity (1983). De opnamen voor dit album vonden plaats in de AIR Sudios op het eiland Montserrat en in Le Studio in Quebec, Canada. In 1983 volgden meer hoogtepunten voor The Police: de single Every Breath You Take en het album Synchronicity stonden in de US wekenlang op de eerste plaats van de hitparade. Het concert van The Police in het Shea Stadium - op 18 augustus 1983 - was eerder uitverkocht dan dat van The Beatles, die er op 15 augustus 1965 optraden. Het voorlopig laatste optreden van The Police in Nederland was in de Ahoy op 4 oktober 1983. De kop van de recensie in de Volkskrant luidde destijds: "The Police ondanks roem integer gebleven". Naar aanleiding van ruzies binnen de groep besloot de band aan het einde van de Synchronicity Tour op 4 maart 1984 voor onbepaalde tijd te stoppen. Officieel is de groep nooit uit elkaar gegaan, maar was er sprake van een ingelaste pauze voor soloprojecten van de bandleden.
In september 1984 werd het Synchronicity Concert van de wereldtournee 1983-84 op video uitgebracht. The Police was op 11 februari 1985 nog samen bij de Brit Awards voor: Outstanding Contribution to Music, maar Sting was in 1984 begonnen aan de opnamen van zijn eerste soloalbum: The Dream of the Blue Turtles (1985). Naar aanleiding van dit album liet Sting in de film/video documentaire Bring on the Night (1985) zijn samenwerking met jonge jazzmuzikanten zien. The Police kwam in juni 1986 weer bij elkaar voor een drietal concerten voor de Conspiracy of Hope Tour van Amnesty International. Vervolgens namen ze in de zomer van 1986 een nieuwe versie van Don't Stand so Close to Me op voor het album en de video Every Breath You Take: The Singles/The Videos (1986). Een nieuw opgenomen versie van De Do Do Do, De Da Da Da haalde het album niet.
Sting trad op 22 augustus 1992 spontaan met Andy Summers en Stewart Copeland op tijdens zijn huwelijksfeest. Na een relatie van tien jaar trouwde hij die dag met zijn tweede vrouw Trudie Styler.
Op 28 september 1993 werd Message in a Box: The Complete Recordings door A&M Records uitgebracht. Op deze 4voudig-cd-box staan 78 nummers van The Police die tussen 1977 en 1986 op plaat waren uitgebracht: de vijf studioalbums, B-kantjes van singles, liveopnamen, filmmuziek, de debuutsingle Fall Out/Nothing Achieving en Don't Stand so Close to Me '86.
Op 29 mei 1995 verscheen Live!, een officieel livealbum van The Police. Het bevat twee verschillende optredens; het ene is opgenomen in Boston (27 november 1979) en het andere is geregistreerd in Atlanta (2 en 3 november 1983).
The Police werd op 10 maart 2003 met een liveoptreden in de Rock & Roll Hall of Fame opgenomen. Daarna kwam eerst Stewart Copeland en later Andy Summers met een documentaire over hun tijd met The Police: Everyone Stares: The Police Inside Out (Stewart Copeland, 2006) en Can't Stand Losing You: Surviving The Police (Andy Summers, 2012). In de documentaire Rock'n'roll of Corse (Henry Padovani, 2010) laat Henry Padovani onder meer The Police vanaf het eerste uur zien.
Ook brachten ze alle vier de leden een autobiografie uit: Broken Music (Sting, 2003), One Train Later (Andy Summers, 2006), Strange Things Happen (Stewart Copeland, 2009) en Secret Police Man (Henry Padovani, 2009).
Op 26 oktober 2023 verscheen Stewart Copeland's Police Diaries, het dagboek van Stewart Copeland, over de beginjaren van The Police (1976-78).
Op 16 november 2018 kwam Every Move You Make: The Studio Recordings uit. Dit is een 6 vinyl LP box set met daarin alle studioalbums van The Police, plus een bonus lp met non-album recordings en B-kantjes.
Synchronicity 40th Anniversary Editions verscheen 26 juli 2024, o.a. als een 6 CD box set, met o.a. unreleased tracks, B-sides singles bones tracks, alternate takes, out-takes, instrumentals, en een volledig niet eerder uitgebracht live concert van de tour.

## Reünie
Op aandringen van Sting was de band in 2007 en 2008 weer actief in een reünietournee ter ere van de dertigste verjaardag van The Police. In eerste instantie voelden Stewart Copeland en Andy Summers daar weinig voor, maar toen Sting voorstelde om de inkomsten gelijk te verdelen gingen ze in zijn enthousiasme mee. In het verleden verdiende Sting als componist namelijk meer dan de overige bandleden (hij schreef namelijk de meeste liedjes dus meer inkomsten uit auteursrechten).

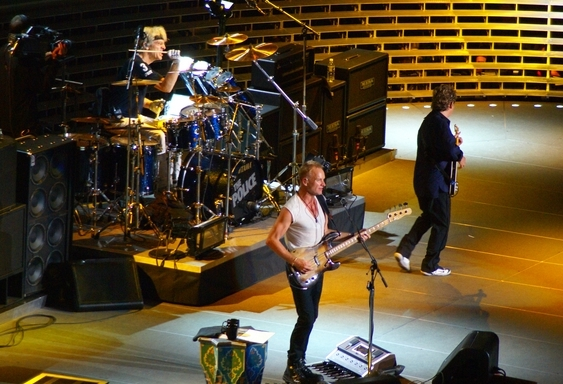
The Police op hun reünietournee, 2007

Op 11 februari 2007 opende The Police de 49e jaarlijkse Grammy Awards met het legendarische nummer Roxanne, over een man die verliefd was op een prostituee. Een dag later kondigde The Police met een optreden in de Whisky a Go Go in Los Angeles een reünietournee aan. Deze wereldtournee ging van start in Vancouver, Canada op 27 mei 2007; op 13 en 14 september 2007 gaf The Police in Nederland twee optredens in de Amsterdam ArenA. In het voorprogramma stond Fiction Plane, de band van Joe Sumner, de zoon van Sting. Daarnaast verscheen er een verzamelalbum waarop een bonusnummer Fall Out was toegevoegd, de allereerste single uit 1977, gevolgd door het livealbum Certifiable met het complete reünieconcert dat The Police in 2007 in Buenos Aires gaf.
Op 8 oktober 2007 was het de beurt aan België voor een uitverkocht optreden in het Sportpaleis te Antwerpen. Het tweede concert, gepland voor 9 oktober 2007, werd afgelast omdat Sting last kreeg van zijn stem. De eerste signalen hiervan waren reeds te merken tijdens het optreden van 8 oktober. Ook in Antwerpen werd het voorprogramma verzorgd door Fiction Plane. Op 7 juni 2008 speelde The Police nog op het festival TW Classic in Werchter, België.
Het allerlaatste optreden van de reünietournee – na 154 liveoptredens en 3,7 miljoen verkochte kaartjes – was in Madison Square Garden in New York op 7 augustus 2008. The B-52's verzorgden het voorprogramma.

## Bezetting

### Voormalige leden
- Sting – zang, basgitaar (1977–1986, 2003, 2007–2008)
- Andy Summers – gitaar, achtergrondzang (1977–1986, 2003, 2007–2008)
- Stewart Copeland – drums (1977–1986, 2003, 2007–2008)
- Henry Padovani – gitaar (1977, 2007)

## Discografie

### Albums
| Album met eventuele hitnotering(en) in de Nederlandse Album Top 100 | Datum van verschijnen | Datum van binnenkomst | Hoogste positie | Aantal weken | Opmerkingen                                               |
| ------------------------------------------------------------------- | --------------------- | --------------------- | --------------- | ------------ | --------------------------------------------------------- |
| Outlandos d'Amour                                                   | 02-11-1978            | 23-06-1979            | 2               | 38           | * 15 januari - 20 september 1978                          |
| Reggatta de Blanc                                                   | 05-10-1979            | 13-10-1979            | 1(8wk)          | 26           | * 1978 ("No Time This Time") * februari - augustus 1979   |
| Zenyatta Mondatta                                                   | 03-10-1980            | 11-10-1980            | 3               | 19           | * 7 juli - 7 augustus 1980                                |
| Ghost in the Machine                                                | 02-10-1981            | 10-10-1981            | 1(3wk)          | 26           | * januari - september 1981                                |
| Synchronicity                                                       | 17-06-1983            | 25-06-1983            | 2               | 18           | * december 1982 - februari 1983                           |
| Every Breath You Take - The Singles                                 | 25-10-1986            | 08-11-1986            | 18              | 13           | * januari 1978 - juli 1986 / Verzamelalbum 1978-1986      |
| Their Greatest Hits                                                 | 13-10-1990            | 20-10-1990            | 8               | 48           | Verzamelalbum 1978-1986                                   |
| Live!                                                               | 29-05-1995            | 10-06-1995            | 22              | 14           | Livealbum 1979 & 1983                                     |
| The Very Best of Sting & The Police                                 | 10-11-1997            | 22-11-1997            | 22              | 6            | met Sting / Verzamelalbum 1978-1997                       |
| The Police                                                          | 08-06-2007            | 16-06-2007            | 5               | 21           | * februari 1977 - februari 1983 / Verzamelalbum 1977-1984 |
| Certifiable                                                         | 11-11-2008            | 15-11-2008            | 43              | 11           | * 1-2 december 2007 / Livealbum 2007-cd & dvd             |

| Album met hitnotering(en) in de Vlaamse Ultratop 200 albums | Datum van verschijnen | Datum van binnenkomst | Hoogste positie | Aantal weken | Opmerkingen             |
| ----------------------------------------------------------- | --------------------- | --------------------- | --------------- | ------------ | ----------------------- |
| Live!                                                       | 1995                  | 24-06-1995            | 41              | 2            | Livealbum 1979 & 1983   |
| The Police                                                  | 2007                  | 16-06-2007            | 2               | 23           | Verzamelalbum 1977-1984 |

### Singles
| Single met eventuele hitnotering(en) in de Nederlandse Top 40 | Datum van verschijnen | Datum van binnenkomst | Hoogste positie | Aantal weken | Opmerkingen                                                                                               |
| ------------------------------------------------------------- | --------------------- | --------------------- | --------------- | ------------ | --- |
| So Lonely                                                     | 03-11-1978            | 14-04-1979            | 31              | 4            | #26 in de Nationale Hitparade / #24 in de TROS Top 50                                                     |
| Roxanne                                                       | 07-04-1978            | 30-06-1979            | 21              | 6            | #19 in de Nationale Hitparade / #22 in de TROS Top 50                                                     |
| Can't Stand Losing You                                        | 14-08-1978            | 25-08-1979            | 9               | 9            | #10 in de Nationale Hitparade / #9 in de TROS Top 50 / Veronica Alarmschijf Hilversum 3                   |
| Message in a Bottle                                           | 21-09-1979            | 06-10-1979            | 2               | 10           | #4 in de Nationale Hitparade / #2 in de TROS Top 50                                                       |
| Walking on the Moon                                           | 04-11-1979            | 08-12-1979            | 9               | 9            | #8 in de Nationale Hitparade / #9 in de TROS Top 50                                                       |
| Don't Stand So Close to Me                                    | 19-09-1980            | 27-09-1980            | 3               | 11           | #3 in de Nationale Hitparade / #4 in de TROS Top 50 / TROS Paradeplaat / Veronica Alarmschijf Hilversum 3 |
| De Do Do Do, De Da Da Da                                      | 28-11-1980            | 13-12-1980            | 11              | 7            | #10 in de Nationale Hitparade / #12 in de TROS Top 50 / Veronica Alarmschijf Hilversum 3                  |
| Every Little Thing She Does Is Magic                          | 14-09-1981            | 26-09-1981            | 1(3wk)          | 14           | #1 in de Nationale Hitparade / #1 in de TROS Top 50 /                                                     |
| Spirits in the Material World                                 | 04-12-1981            | 12-12-1981            | 6               | 8            | #8 in de Nationale Hitparade / #5 in de TROS Top 50                                                       |
| Invisible Sun                                                 | 12-03-1982            | 20-03-1982            | tip6            | -            | #27 in de Nationale Hitparade / #38 in de TROS Top 50                                                     |
| Every Breath You Take                                         | 20-05-1983            | 28-05-1983            | 6               | 9            | #3 in de Nationale Hitparade / #6 in de TROS Top 50 / Veronica Alarmschijf Hilversum 3                    |
| Wrapped Around Your Finger                                    | 11-07-1983            | 20-08-1983            | 17              | 5            | #24 in de Nationale Hitparade / #17 in de TROS Top 50                                                     |
| Don't Stand So Close to Me '86                                | 29-09-1986            | 25-10-1986            | 20              | 5            | #19 in de Nationale Hitparade                                                                             |
| Roxanne '97                                                   | 1997                  | 29-11-1997            | 38              | 3            | #69 in de Mega Top 100 / als Sting & The Police                                                           |
| When the World Is Running Down (You Can't Go Wrong)           | 2000                  | 19-08-2000            | tip16           | -            | #94 in de Mega Top 100 / met Different Gear                                                               |

| Single met hitnotering(en) in de Vlaamse Ultratop 50 | Datum van verschijnen | Datum van binnenkomst | Hoogste positie | Aantal weken | Opmerkingen |
| ---------------------------------------------------- | --------------------- | --------------------- | --------------- | ------------ | ----------- |
| Can't Stand Losing You                               | 14-08-1978            | 08-09-1979            | 15              | 6            |             |
| Message in a Bottle                                  | 21-09-1979            | 27-10-1979            | 5               | 9            |             |
| Walking on the Moon                                  | 04-11-1979            | 05-01-1980            | 16              | 6            |             |
| Don't Stand So Close to Me                           | 19-09-1980            | 04-10-1980            | 8               | 9            |             |
| De Do Do Do, De Da Da Da                             | 28-11-1980            | 27-12-1980            | 13              | 7            |             |
| Every Little Thing She Does Is Magic                 | 14-09-1981            | 10-10-1981            | 13              | 12           |             |
| Spirits in the Material World                        | 04-12-1981            | 26-12-1981            | 8               | 7            |             |
| Every Breath You Take                                | 20-05-1983            | 04-06-1983            | 9               | 13           |             |
| Wrapped Around Your Finger                           | 11-07-1983            | 20-08-1983            | 15              | 6            |             |
| King of Pain                                         | 08-1983               | 12-11-1983            | 19              | 3            |             |
| Don't Stand So Close to Me '86                       | 29-09-1986            | 25-10-1986            | 21              | 5            |             |
| Roxanne '97 (Puff Daddy remix)                       | 1997                  | 29-11-1997            | tip19           | -            |             |

### NPO Radio 2 Top 2000
| Nummers met noteringen in de NPO Radio 2 Top 2000 | '99 | '00  | '01  | '02  | '03  | '04  | '05  | '06  | '07  | '08  | '09  | '10  | '11  | '12  | '13  | '14  | '15  | '16  | '17  | '18  | '19  | '20  | '21  | '22  | '23  | '24  |
| ------------------------------------------------- | --- | ---- | ---- | ---- | ---- | ---- | ---- | ---- | ---- | ---- | ---- | ---- | ---- | ---- | ---- | ---- | ---- | ---- | ---- | ---- | ---- | ---- | ---- | ---- | ---- | ---- |
| Can't Stand Losing You                            | 787 | 1364 | 1195 | 1261 | 1401 | 1167 | 1716 | 1683 | 1487 | 1470 | 1324 | 1262 | 1434 | 1174 | 1249 | 1630 | 1795 | 1730 | 1751 | 1337 | 1606 | 1702 | 1853 | -    | -    | -    |
| Don't Stand So Close to Me                        | -   | -    | -    | -    | -    | -    | -    | 1660 | 1728 | -    | 1417 | 1465 | 1466 | 1451 | 1290 | 1565 | 1687 | 1596 | 1623 | 1763 | 1784 | 1068 | 1630 | 1743 | 1885 | -    |
| Every Breath You Take                             | 99  | 166  | 167  | 184  | 259  | 284  | 434  | 403  | 412  | 340  | 381  | 351  | 345  | 356  | 210  | 330  | 386  | 318  | 290  | 286  | 311  | 325  | 285  | 308  | 316  | 322  |
| Every Little Thing She Does Is Magic              | 540 | 606  | 677  | 721  | 643  | 679  | 911  | 989  | 1136 | 857  | 872  | 822  | 816  | 684  | 550  | 686  | 753  | 799  | 773  | 938  | 817  | 831  | 823  | 846  | 951  | 945  |
| Message in a Bottle                               | 322 | 301  | 341  | 410  | 495  | 549  | 756  | 637  | 654  | 590  | 386  | 454  | 387  | 435  | 341  | 437  | 503  | 422  | 422  | 408  | 449  | 456  | 477  | 554  | 482  | 509  |
| Roxanne                                           | 88  | 186  | 217  | 221  | 309  | 232  | 391  | 363  | 341  | 303  | 249  | 207  | 210  | 219  | 201  | 287  | 299  | 233  | 228  | 187  | 239  | 242  | 300  | 354  | 333  | 475  |
| So Lonely                                         | 456 | 661  | 575  | 461  | 692  | 686  | 687  | 852  | 736  | 698  | 673  | 713  | 852  | 732  | 691  | 807  | 819  | 695  | 726  | 758  | 854  | 747  | 918  | 978  | 1093 | 1125 |
| Walking on the Moon                               | -   | -    | -    | -    | 1052 | 935  | 1214 | 1366 | 1289 | 1297 | 1197 | 1174 | 1144 | 1159 | 890  | 1035 | 1138 | 1043 | 1082 | 921  | 1229 | 1292 | 1308 | 1403 | 1430 | 1674 |

1. ↑  Een '-' betekent dat het nummer niet was genoteerd en een vetgedrukt getal geeft de hoogste notering van een nummer aan.

### Dvd's
| Dvd's met hitnoteringen in de Nederlandse Music Top 30 | Datum van verschijnen | Datum van binnenkomst | Hoogste positie | Aantal weken | Opmerkingen           |
| ------------------------------------------------------ | --------------------- | --------------------- | --------------- | ------------ | --------------------- |
| Synchronicity Concert                                  | 2005                  | 26-08-2006            | 4               | 7            | Live, 1983-1984       |
| In Concert - Live in Germany                           | 2009                  | 12-02-2011            | 15              | 6            | Live, 18 oktober 1980 |